# Aerosol Can
Aerosol Can è un singolo del gruppo musicale statunitense Major Lazer, pubblicato nel 2014 ed estratto dall'EP Apocalypse Soon. Il brano vede la collaborazione del musicista statunitense Pharrell Williams, che è anche autore del brano insieme a Diplo.

## Tracce
- Download digitale

1. Aerosol Can (featuring Pharrell Williams) – 3:02